# Molendoa duthiei
Molendoa duthiei är en bladmossart som beskrevs av Brotherus 1902. Molendoa duthiei ingår i släktet klyftmossor, och familjen Pottiaceae. Inga underarter finns listade i Catalogue of Life.